# Església dels Sants Sergi i Bacus (El Caire)
L'església dels Sants Sergi i Bacus (àrab: كنيسة الشهيدين سرجيوس وواخس, kanīsat ax-xahīdatayn Sarjiyūs wa-Wāẖus) o església d'Abu-Sarja (àrab: كنيسة أبى سرجة, kanīsat Abī Sarja) és una de les esglésies més antigues d'Egipte. Es troba en el Vell Caire i data del segle iv o del segle v. Segons la tradició, va ser construïda en el lloc d'estada de la Sagrada Família quan eren a Egipte. L'església està dedicada als sants màrtirs Sergi i Bacus, soldats romans, les relíquies dels quals s'hi guarden.
La festa de la dedicació d'aquest temple se celebra del 7 al 20 d'octubre.
Ací s'han triat molts patriarques de l'Església Ortodoxa Copta.

## Tradició
Segons la tradició de l'església, el temple se situa on la Sagrada Família es refugià tres setmanes durant la seua estada a Egipte. A la part inferior hi ha una cripta sobre la qual es creu que hi vivia la Sagrada Família. Tanmateix, les recerques geofísiques de la part subterrània de la construcció contradiuen que pogués tractar-se de l'original «santa cripta», perquè fou construïda al segle ii. A la profunditat de cinc metres sota l'actual santuari els investigadors anotaren unes anomalies en reflectir-se les ones sísmiques, que indiquen una possible existència del sostre de la cripta originària soterrada a aquesta profunditat.
Just abans d'entrar a la cripta hi ha un pou subterrani en què, segons la tradició, la Sagrada Família va beure aigua.
El 1164, al temple fou enterrat un màrtir de l'Església copta, sant Bashnouna (Bashnuna al-Maqqarí).

## Arquitectura
L'església fa 29,9 m de llargada i 18,97 m d'amplària. Té tres cúpules. El temple fou construït sobre un pla rectangular, en forma de basílica amb tres naus: la nau central fa 15,4 m d'alçada i les laterals (nau del nord i del sud): 6,25 m cadascuna, amb un nàrtex. L'església té la nau principal coberta per una teulada doble i les laterals amb teulada plana, horitzontal. La característica teulada del temple recorda l'Arca de Noé. Les naus se separen per dues fileres de columnes: onze fetes de marbre blanc i una del granit roig. Per damunt de la nau lateral hi ha dues petites capelles dedicades al culte personal i pràctiques de dejuni abans de Pasqua; una dedicada als sants patrons de l'església, sant Sergi i sant Bacus, i l'altra a Abraham, Isaac i Jacob.
Algunes columnes contenen imatges de sants. Les icones representen escenes de la vida de Crist, de la Mare de Déu i sants.
A la part est del temple hi ha un santuari separat de la part principal per un higab, adornat amb banús i vori. La part més antiga data al segle xiii. El pal·li de fusta sobre l'altar recolza en quatre pilars i està adornat amb escenes bíbliques, amb un Pantocràtor i l'Arcàngel Gabriel, entre d'altres. L'absis de darrere de l'altar té mosaics de marbre.
El sostre sobre l'altar central, dedicat als sants titulars del temple, té forma de volta de canó. Els santuaris dels costats es dediquen a l'Arcàngel Gabriel i a l'Arcàngel Miguel i tenen cúpules poc fondes. Al nord-oest és el baptisteri.
En aquesta església hi havia antigament l'altar més antic d'Egipte; el traslladaren al Museu Copte pertanyent a l'Església.

## Museu Copte
A principis del segle xx, es va obrir un museu annex a l'església: el va fundar el 1908 el dirigent copte Marcus Simaik, amb l'aprovació del patriarca Ciril V, i l'inauguraren l'any 1910. El Museu Copte és a la planta alta de l'antic monestir. A part dels esmentats artefactes de l'església dels sants Sergi i Bacus i altres fragments arquitectònics dels segles XIII-XVI, al museu hi ha còdexs medievals, icones de la pintura medieval bizantina i utensilis d'ús quotidià, vestits i bijuteria. El 1931 el museu fou nacionalitzat per l'estat.